# Łączki (Mazovie)
Pour les articles homonymes, voir Łączki.
Łączki (prononciation : [ˈwɔnt͡ʂki]) est un village polonais de la gmina de Łyse dans le powiat d'Ostrołęka de la voïvodie de Mazovie dans le centre-est de la Pologne.
Il se situe à environ 12 kilomètres au nord de Łyse (siège de la gmina), 45 kilomètres au nord d'Ostrołęka (siège du powiat) et à 144 kilomètres au nord de Varsovie (capitale de la Pologne).

## Histoire
De 1975 à 1998, le village appartenait administrativement à la voïvodie d'Ostrołęka.